# AV (電影)
《AV》，又名《青春夢工場》，由彭浩翔於2005年執導的香港電影。該片獲得金紫荆獎年度十大華語電影，並獲選法國多维尔亚洲电影节（Festival du film asiatique de Deauville）競賽單元之一。本電影於2006年第十一屆香港電影金紫荊獎中獲得十大華語片獎。
根據《電影檢查條例》，本片列為青少年及兒童不宜（IIB）。

## 劇情
故事講述一群大學生為實現自己的夢想，申請政府的創業基金，冒稱電影製作公司請來一名日本AV女優來港拍攝AV。

## 電影彩蛋
此套作品的副標題為「在世界的中心呼喚性愛」，揶揄同時期的一部日本電影《在世界中心呼喚愛》。

## 演員

### 主演
- 黃又南：陳浩銘
- 周俊偉：梁志安
- 曾國祥：何寶華
- 徐天佑：黃家樂
- 周振輝：麥啟光
- 天宮真奈美：天宮真奈美
- 國分康仁：暉峻創三，天宮真奈美經理人

### 客串
- 錢嘉樂：動作指導
- 張達明：護衛
- 劉偉恆：淫強
- 鍾景輝：公司老闆
- 詹瑞文：狼狗，色情光碟店老闆，安的舅父
- 吳日言：Cally，華女友
- 葛民輝：貸款主任
- 許紹雄：大學訓導主任
- 黃文慧：賣偉哥的藥房老闆
- 陳自瑤：阿芝，阿肥的前女友
- 董敏莉：Belinda
- 張詠妍：Yoyo

### 工作人員
- 麥啟光：第一副導演
- 陳浩銘：第二副導演
- 王延明：製片
- 張佩詩：執行製片
- 黎家豪：助理製片
- 陳卓麒：場記
- 梁啟緣：行政經理
- 林美玲：製作助理
- 李健威：美術助理
- 劉凌暉：助理服裝指導
- 梁正雄：助攝
- 陳偉明：燈光師
- 錢嘉樂：動作指導
- 劉子明：武師
- 鄧超友：武師
- 黃劍斌：武師
- 劉雲：武師
- 錢永勵：收音
- 溫日陞：收音助理
- 陳妙菁：化妝
- 鄺耀忠：髮型
- 陳子雯：服裝管理
- 胡文標：劇務
- 黃偉明：道具領班
- 葉婉婷：助理剪接
- 深沢寬：日文翻譯
- 鈴木理香子：日文翻譯
- Jean-Sebastien Lallemend：海報攝影及劇照
- 楊容蓮：茶水
- 林慕蓮：製作會計
- Alan Ng：製作會計
- paperscrissorrock：製作特輯導演
- 蔡濟生：國語配音領班
- 聶基榮：音響設計
- 陳振邦：音響設計
- 創意無限：效果
- 陳嘉倫：效果錄音
- 黃大衛：效果剪接
- 陳振邦：對白錄音
- 聶基榮：混音
- 葉家駒：電腦剪接
- 胡繼偉：電腦剪接
- 賴淑薇：後期製作(錄音室)策劃
- Life is Good Ltd.：片尾字幕及海報設計
- 東方電影沖印(國際)有限公司：中文字幕
- Bey Logan：英文字幕翻譯
- MediAdvertising (H.K.) Ltd.：公關宣傳
- 胡寶錤：公關宣傳
- Shirley Li：公關宣傳

- 數碼動音有限公司：後期製作
- 先力電影器材有限公司：攝影器材提供
- 數碼動音有限公司：電腦剪接
- 數碼動音有限公司：錄音室
- 天工彩色沖印有限公司：沖印
- 上海電影技術廠：光學
- 東方電影沖印(國際)有限公司：字幕製作